# Robert Doisneau
Robert Doisneau, né le 14 avril 1912 à Gentilly et mort le 1er avril 1994 à Paris, est un photographe humaniste français.
Il est, aux côtés de Willy Ronis, d'Édouard Boubat, d'Izis, d'Émile Savitry ou d'Albert Monier l'un des principaux représentants du courant de la photographie humaniste française et l’un des photographes les plus populaires du XXe siècle.

## Biographie

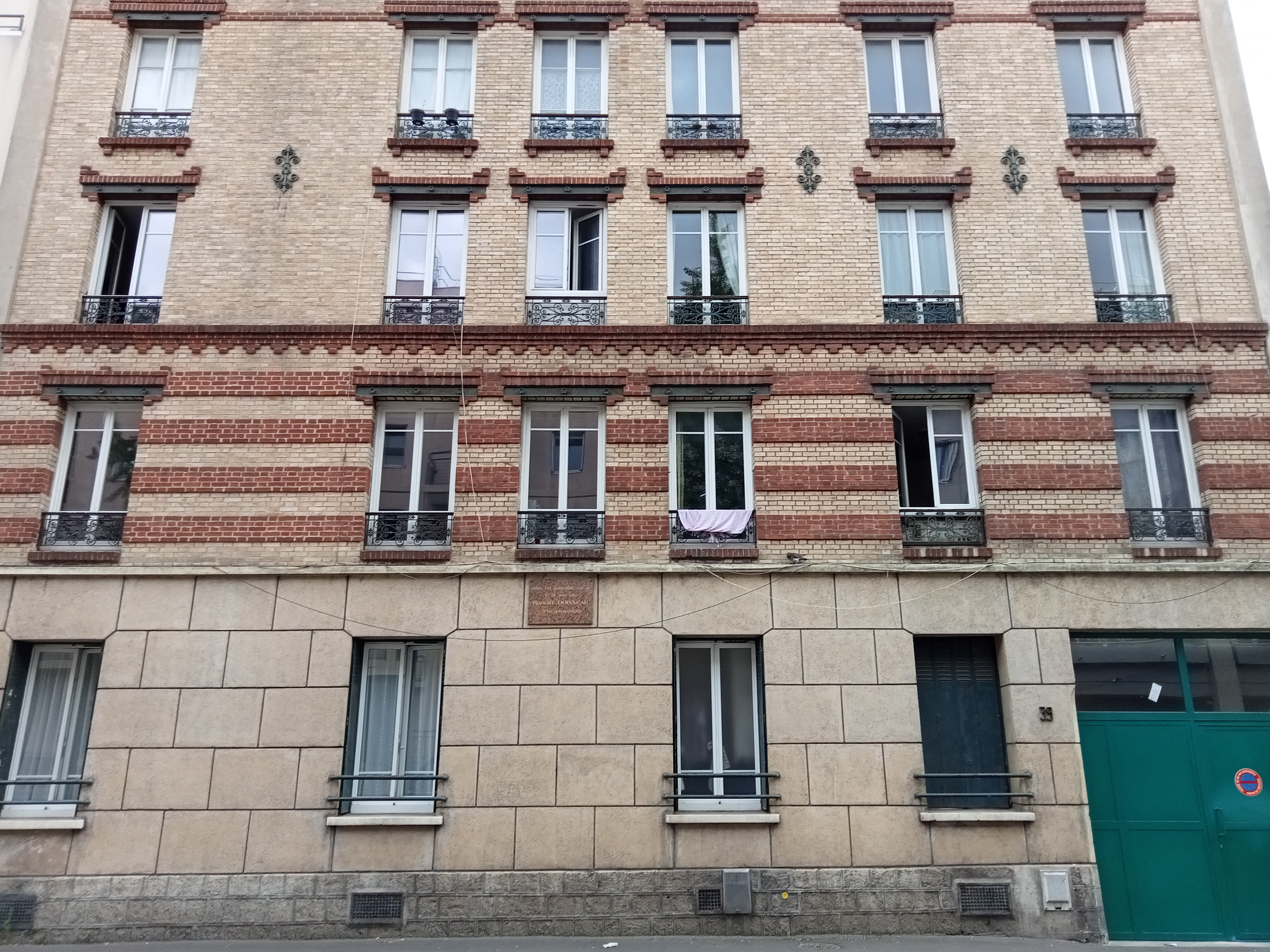
Maison natale de Robert Doisneau à Gentilly.

Robert Doisneau est né dans le sud de la banlieue parisienne, au no 39 de l'avenue Raspail à Gentilly, au sein d'une famille bourgeoise. Il étudie les arts graphiques à l’École Estienne et obtient son diplôme de graveur et de lithographe en 1929.
En octobre 1929, il entre dans l’atelier de Léon Ullmann en tant que dessinateur de lettres. Il y rencontre Lucien Chauffard qui dirige le studio photographique de l’atelier. Celui-ci l’initie à la photographie et l’oriente vers André Vigneau qui, à l’automne 1931, cherchait un assistant et avec lequel il découvre la Nouvelle Objectivité photographique,. La même année il rencontre Pierrette Chaumaison avec qui il se marie trois ans plus tard.
En 1932, il vend son premier reportage photographique, Le marché aux Puces, consacré au marché aux puces de Saint-Ouen, au journal Excelsior qui le publie le 25 septembre.
En 1934, Lucien Chauffard le présente au chef du service photographique du constructeur automobile Renault à Boulogne-Billancourt, qui l’embauche comme photographe industriel, mais, du fait de ses retards successifs (et après avoir, de son propre aveu, tenté de truquer ses cartes de pointage), il se fait renvoyer cinq ans plus tard, en 1939.
Toujours grâce à Lucien Chauffard, Doisneau rencontre peu avant le début de la Seconde Guerre mondiale la photographe Ergy Landau qui le présente à Charles Rado, le fondateur de l’agence Rapho. Son premier reportage, sur le canoë en Dordogne, est interrompu par la déclaration de guerre et la mobilisation générale.
Désormais sans emploi, Doisneau tente de devenir photographe illustrateur indépendant. Il sera un des plus prolifiques collaborateurs de la revue artistique et littéraire Le Point fondée en 1936 par Pierre Betz et l’éditeur d’art Pierre Braun, pour laquelle il réalise ses premiers portraits de Picasso, Braque, Paul Léautaud.
Après la Seconde Guerre mondiale, Robert Doisneau devient un photographe indépendant en intégrant officiellement, dès 1946, l’agence Rapho.
Il se met alors à produire et à réaliser de nombreux reportages photographiques sur des sujets très divers : l’actualité parisienne, le Paris populaire, des sujets sur la province ou l’étranger (URSS, États-Unis, Yougoslavie, etc.). Certains de ses reportages paraîtront dans des magazines comme Life, Paris Match, Réalités, Point de vue, Regards, etc.
En 1947, Robert Doisneau rejoint le Groupe des XV aux côtés de René-Jacques, de Willy Ronis, de Pierre Jahan. La même année, il rencontre Robert Giraud, chez l'antiquaire Romi, c’est alors le début d'une longue amitié et d'une fructueuse collaboration. Doisneau publiera une trentaine d’albums dont La Banlieue de Paris (Seghers, 1949), avec des textes de Blaise Cendrars. Il met notamment en scène, en 1949, la croix de l'Évangile de  Paris, avec l'actrice Nicole Courcel.
Il travaillera pour Vogue, de 1948 à 1953 en qualité de collaborateur permanent. Il est aussi ami de Jacques Yonnet et ses photographies illustrent son fameux Enchantements sur Paris (Denoël, 1954) devenu La Ville des maléfices (Biblio).
Le photographe a effectué de nombreuses escapades en Limousin. Durant son enfance en Corrèze, puis lors de séjours à Saint-Céré dans le Lot des années 1930 à 1991.
En 1951, il a photographié Saint-Léonard-de-Noblat pendant la Quintaine. Quelques années plus tard, il y rencontre Jean-Joseph Sanfourche,.

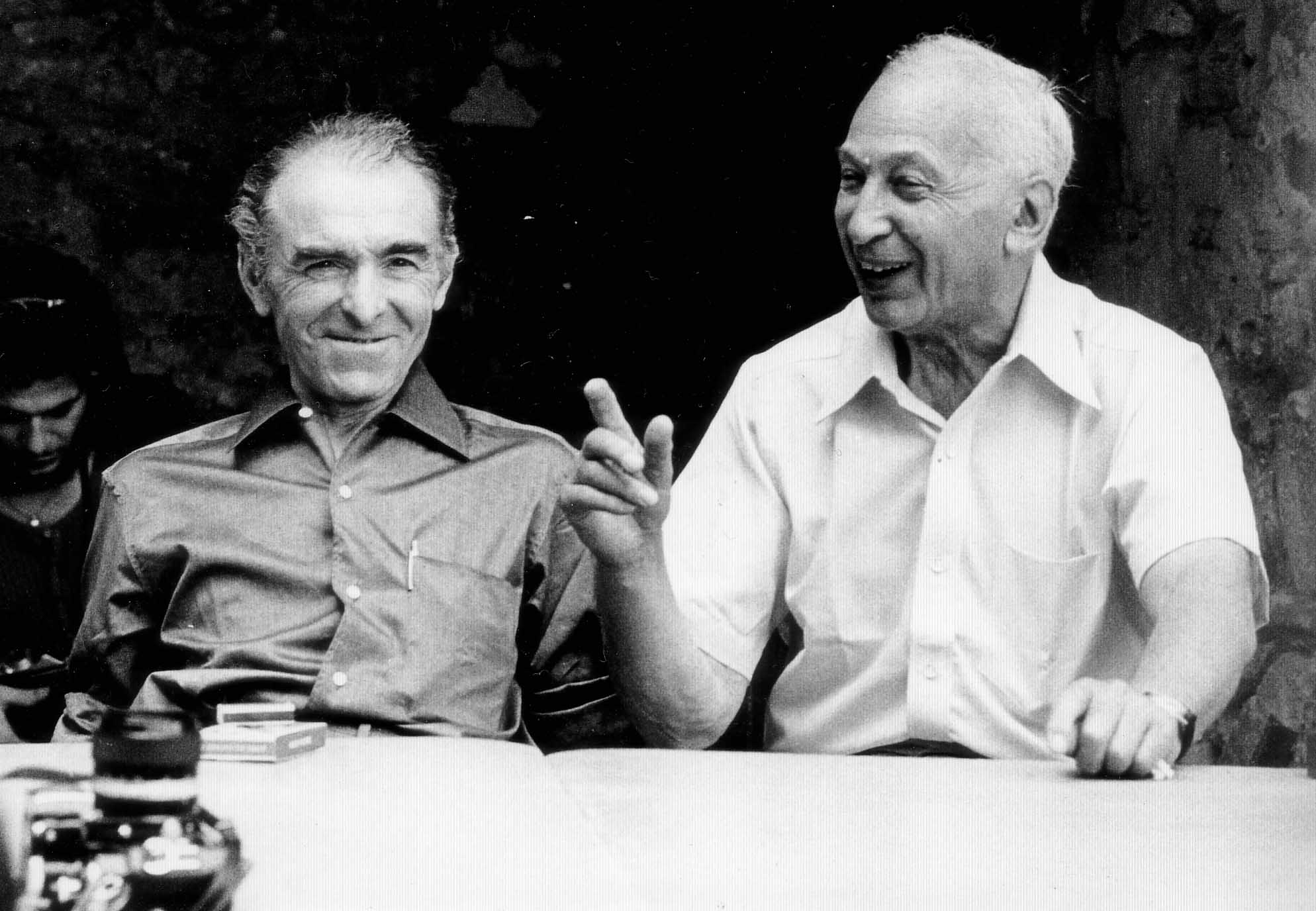
Robert Doisneau (à gauche) et André Kertész, Arles, 1975.

Son talent de photographe sera récompensé à diverses reprises : le prix Kodak en 1947, le prix Niépce en 1956. En 1954, Doisneau monte une exposition au Musée d'art contemporain de Chicago. En 1975, il est l'invité d'honneur du festival des Rencontres d'Arles (France). Une exposition lui y est consacrée.
Il recevra d'autres prix pour son travail : le prix du livre des Rencontres d'Arles pour L'Enfant et la Colombe (1979) et pour Trois secondes d'éternité en 1980, chez Contrejour, le Grand Prix national de la photographie en 1983 et le prix Balzac en 1986.
En 1986, le festival des Rencontres d'Arles présente une exposition intitulée De Vogue à Femmes, Robert Doisneau.
En 1992, Doisneau présente une rétrospective au Modern Art Oxford. Ce sera la dernière exposition de ses œuvres organisée de son vivant. En 1994, le festival des Rencontres d'Arles présentait Hommage à Robert Doisneau.
Robert Doisneau est l'un des photographes français les plus connus à l'étranger notamment grâce à des photographies comme Le Baiser de l'hôtel de ville. Ses très nombreuses photographies en noir et blanc des rues de Paris d'après-guerre et de sa banlieue et de photos d'écoliers ont fait sa renommée.
Doisneau est « un passant patient » qui conserve toujours une certaine distance vis-à-vis de ses sujets. Il guette l'anecdote, la petite histoire. Ses photographies sont souvent empreintes d'humour mais également de nostalgie, d'ironie et de tendresse.
Robert Doisneau travaillait sur Paris, ses faubourgs et ses habitants en saisissant chaque instant de leur vie : artisans, bistrots, clochards, gamins des rues, bateleurs, etc. Les amoureux sont notamment représentés dans Amoureux aux oranges, rue Mazarine. Il enregistra pendant près d'un demi-siècle des milliers de portraits du petit peuple de Paris.
Sa femme Pierrette meurt en 1993 alors qu'elle souffre de la maladie de Parkinson et d'Alzheimer.
Robert Doisneau meurt six mois plus tard, à 81 ans, le 1er avril 1994, à Paris 14e,. Il est enterré à Raizeux près de Rambouillet, aux côtés de sa femme.

## Expositions

### Expositions personnelles
- Ne bougeons plus !, galerie Agathe Gaillard, Paris, 1978[17].
- Robert Doisneau, novembre 1989, Festival Photofolies, Rodez
- Doisneau : Doisneau sur Lot, été 2004, casino de Saint-Céré.
- Doisneau : Paris en liberté, du 19 octobre 2006 au 17 février 2007, hôtel de ville de Paris.
- Doisneau Vintage, 15 novembre 2007 Pierre Loup - 15 décembre 2007, galerie Christophe Gaillard, Paris.
- Imprimer pour résister ?, 6 octobre 2008, 10 et 11 novembre 2008, école Estienne, Paris. Avec la collaboration de l'artégraf, l'atelier Robert Doisneau, l'Éducation nationale, l'Institut d'histoire sociale du livre parisien, la mairie de Paris, le musée national de la résistance de Champigny-sur-Marne.
- L'Alsace de 1945 par Doisneau, du 25 novembre 2008 au 25 janvier 2009, à la Filature de Mulhouse et jusqu'au 30 janvier 2009 au parc des Expositions de Strasbourg.
- Robert Doisneau 1945, un voyage en Alsace, du 28 août 2009 au 27 septembre 2009, relais culturel régional de Thann[18].
- Robert Doisneau, du métier à l'œuvre, du 13 janvier au 18 avril 2010, Fondation Henri-Cartier-Bresson, Paris.
- Robert Doisneau, Palm Springs 1960, du 1er avril 2010 au 1er juin 2010, galerie Claude Bernard, Paris.
- Robert Doisneau, le temps retrouvé, de juin 2010 au 30 septembre 2010, la médiathèque, Dinan.
- Robert Doisneau, rétrospective, du 10 avril au 28 août 2011, château de Malbrouck à Manderen, site du conseil général de la Moselle.
- Doisneau/Paris/Les Halles, du 8 février au 28 avril 2012, salon d'accueil de la mairie de Paris.
- Les Alpes de Doisneau, du 16 novembre 2012 au 1er septembre 2013, musée de l'Ancien Évêché, à Grenoble.
- Robert Doisneau, en passant par le Limousin, du 21 juin au 22 septembre 2013, galerie des Hospices, Limoges.
- Les Halles de Robert Doisneau, du 1er juillet au 31 août 2013, forum des Halles, Paris.
- Robert Doisneau, Paris en liberté, du 29 septembre 2013 au 26 janvier 2014, palais ducal, Gênes.
- Robert Doisneau, la beauté du quotidien, du 12 février au 10 mai 2015, musée d'art multimédia de Moscou.
- Robert Doisneau, un photographe au Muséum, du 7 octobre 2015 au 18 janvier 2016, Muséum national d'histoire naturelle, Paris.
- Robert Doisneau. Les Années Vogue, du 8 mars au 28 mai 2017, Espace Richaud, Versailles[19].
- Robert Doisneau, du 19 octobre 2017 au 4 février 2018, musée communal des Beaux-Arts d'Ixelles, Bruxelles[20].
- Robert Doisneau, du 16 juin 2018 au 30 septembre 2018, villa Les Roches Brunes à Dinard, plus de 100 photographies.
- Doisneau et la musique, du 4 décembre 2018 au 8 mai 2019, Philharmonie de Paris, Paris.
- Robert Doisneau, Ombres et lumières, du 1 février au 3 mai 2020, centre arts et cultures des Essar[t]s à Bram[21].
- Les vélos de Doisneau, du 13 octobre 2022 au 23 janvier 2023, couvent Sainte-Cécile, Grenoble[22].
- Robert Doisneau, la traversée d’un siècle, du 25 mai au 2 octobre 2023, scriptorium de l'abbaye aux Hommes, Caen[23].
- L'expo Doisneau - Dans les yeux de Picassiette, du 1er juin 2023 au 31 octobre 2023, maison Picassiette, Chartres.
- Instants donnés, rétrospective en 400 clichés sélectionnés parmi les 450 000 que renferme l'œuvre de Doisneau, soulignant le réalisme poétique par lequel il voit le monde tel qu'il est mais en soulignant le merveilleux, Musée Maillol, du 17 avril au 12 octobre 2025[24],[25] ,[26].

### Expositions collectives
- 2013 : La Volonté de bonheur, Témoignages photographiques du Front populaire 1934-1938, avec des photographies de Brassaï, Robert Capa, Henri Cartier-Bresson, Robert Doisneau, Nora Dumas, Gisèle Freund, André Kertész, François Kollar, Sam Lévin, Éli Lotar, Willy Ronis, David Seymour, ..., Pavillon populaire, Montpellier, du 2 mai au 9 juin 2013
- 2017 : Paysages français. Une aventure photographique (1984-2017), exposition de près de mille images de 167 photographes, parmi lesquels Raymond Depardon, Josef Koudelka, Elina Brotherus, Lewis Baltz, Thierry Girard, Harry Gruyaert, Sophie Ristelhueber, Gabriele Basilico, Bernard Plossu, Pierre de Fenoÿl, etc. , Bibliothèque nationale de France, Paris.

## Publications
- 1944 : La Semaine héroïque, Éditions S.E.P.E, avec quelques photographies de Robert Doisneau.
- 1945 : Imprimeries clandestines, Le Point.
- 1945 : La délivrance de Paris, quelques-unes de ses photos y figurent avec celles de Jules Dortes.
- 1947 : Le Bestiaire de la tapisserie du Moyen Âge, Genève, Éditions Pierre Cailler. Texte de Jean Lurçat, photographies de Robert Doisneau.
- 1949 : La Banlieue de Paris, Blaise Cendrars et Robert Doisneau, Éditions Seghers.
- 1951 : L'Automobile de France, Régie nationale des Usines Renault, Imprimerie Draeger Frères.
- 1951 : Les Travaux et les Jeux, R. Doisneau et Willy Ronis.
- 1952 : Picasso, Le Point.
- 1952 : Sortilèges de Paris, François Cali, Éditions Arthaud.
- 1952 : Métiers curieux de Paris, Albert Fournier, Éditions Jehebe.
- 1953 : Braque, Le Point.
- 1953 : Paul Léautaud, Le Point.
- 1954 : Les Parisiens tels qu'ils sont, Robert Giraud, Michel Aragon et Robert Doisneau, Éditions Robert Delpire.
- 1954 : Paris, publié par le ministère des Travaux publics, des Transports et du Tourisme.
- 1954 : Lyon, Jean Deniau avec plusieurs photographies de Robert Doisneau, Éditions Arthaud.
- 1955 : 1, 2, 3, 4, 5, Albert Plécy et Robert Doisneau, Éditions La Guilde du livre & Éditions Clairefontaine.
- 1956 : Pour que Paris soit, Éditions Cercle de l'art.
- 1956 : Gosses de Paris, Jean Donguès, photographies de Robert Doisneau, Éditions Jeheber, Paris.
- 1956 : Le Ballet contre l'opéra, Le Point, Revue artistique et littéraire.
- 1960 : Bistrots, Le Point, Revue artistique et littéraire, Jacques Prévert, R. Giraud, R. Doisneau.
- 1960 : Vacances des quatre saisons, Millaud et R. Doisneau, F. Germain, Roger Schall et Yan Dieuzaide.
- 1962 : Cognac, Rémy Martin, Louise de Vilmorin et Robert Doisneau.
- 1963 : Bien vivre. Vendée  (11e année), plusieurs clichés légendés en page de couverture et illustrant des articles.
- 1963 : Nicolas Schöffer, Guy Habasque, Dr Jacques Ménétrier et Robert Doisneau, Éditions du Griffon.
- 1965 : Épouvantables Épouvantails, Robert Doisneau et les Éditions Hors Mesure.
- 1966 : Métiers de tradition, réservé aux amis du Crédit lyonnais, Roger Lecotté, André Desvallées, Jacques Dubois et Robert Doisneau, avec emboîtage.
- 1966 : Enchantements sur Paris, Jacques Yonnet et photographies de Robert Doisneau, Denoël.
- 1966 : Catherine la Danseuse, Robert Doisneau et Michèle Manceaux, Éditions Nathan.
- 1971 : Témoins de la vie quotidienne, réservé aux amis du Crédit Lyonnais, avec emboîtage.
- 1974 : Le Paris de Robert Doisneau et Max-Pol Fouchet, Les éditeurs français réunis.
- 1978 : L'Enfant et la Colombe, Éditions du Chêne.
- 1978 : La Loire - collection Journal d'un voyage, Éditions Filipacchi-Denoël.
- 1979 : Trois secondes d'éternité, Éditions Contrejour.
- 1980 : Le Mal de Paris, Clément Lepidis et Robert Doisneau, Éditions Arthaud.
- 1980 : Vitrines de Paris, André Barret, Olivier Garros, Dominique Souse et Robert Doisneau, [édition ?].
- 1981 : Passages et galeries du XIXe siècle, Le piéton de Paris, Éditions ACE.
- 1981 : Ballade pour violoncelle et chambre noire, Maurice Baquet et Robert Doisneau, Éditions Herscher.
- 1981 : Versailles aux quatre saisons, avec Jacques Dubois, Jean d'Ormesson et Pierre Arizzoli-Clémentel, Hachette Réalités, Paris, 1981, réédition en 2005, Éditions de La Martinière.
- 1982 : Portraits, Fondation nationale de la photographie.
- 1983 : Vin des Rues, Robert Giraud avec les photographies de Robert Doisneau (l'édition originale de 1955 ne comporte pas de photographies de Doisneau bien que l'ouvrage lui soit dédié).
- 1983 : Robert Doisneau entretien avec Sylvain Roumette, coll. « Photo Poche ».
- 1983 : Doisneau, Jean-François Chevrier, Éditions Belfond.
- 1985 : Les Photographes de Dubout, Éditions Hoebeke.
- 1986 : Le Paris de Robert Doisneau et Max-Pol Fouchet, Éditions Messidor.
- 1986 : Un certain Robert Doisneau, Édition du Chêne.
- 1987 : Pour saluer Cendrars, Jérôme Camilly et Robert Doisneau, Actes Sud.
- 1988 : Doisneau, Éditions Hazan (avec logo Renault, étui rouge en métal).
- 1988 : Nationale 7, Christian Louis.
- 1988 : Marchés passion, Colette Ellen, Sylvie Girard, Monique Houssin et Robert Doisneau, Éditions Londreys.
- 1989 : Les Doigts pleins d'encre, Robert Doisneau et François Cavanna, Éditions Hoëbeke.
- 1989 : Paysages photographiés, Mission DATAR, Éditions Hazan.
- 1990 : La Science de Doisneau, Éditions Hoëbeke.
- 1991 : La Compagnie des Zincs, Caradec et Doisneau, Éditions Seghers.
- 1991 : Portrait de Saint Denis, Éditions Calmann-Levy.
- 1991 : Les Grandes Vacances, Doisneau et Pennac, Éditions Hoëbeke.
- 1993 : Les Enfants de Germinal, Cavanna et J.P. Charbonnier, Robert Doisneau et Willy Ronis, Éditions Hoëbeke.
- 1993 : Question de lumières, Robert Doisneau et Henri Alekan, Éditions Stratem.
- 1994 : De la Résistance à la Libération, Robert Doisneau, Éditions Hoëbeke.
- 1996 : Robert Doisneau, introduction Brigitte Ollier, Éditions Hazan.
- 1999 : Les Auvergnats, avec Jacques Dubois, Éditions de la Martinière.
- 2000 : Pour la liberté de la Presse, Reporters sans frontières.
- 2003 : Travailleurs, Éditions du Chêne.
- 2004 : Le Mariage de Paul et Odette, Éditions Alain Beaulet-Mango.
- 2005 : Doisneau chez les Joliot-Curie, Romain Pages Éditions.
- 2006 : Doisneau rencontre Cendrars, Éditions Buchet-Chastel.
- 2008 - Doisneau, un voyage en Alsace, 1945, Flammarion  (ISBN 978-2081217201).
- 2012 : Les Alpes de Doisneau, Éditions Glénat.
- 2012 : Robert Doisneau. Pêcheur d'images, Quentin Bajac, Éditions Gallimard.
- 2016 : Robert Doisneau. Saltimbanques, Éditions de la Martinière  (ISBN 978-2732472485).
- 2017 : Robert Doisneau, les années Vogue, Flammarion  (ISBN 9782081408494).
- 2018 : Doisneau et la musique (catalogue de l'exposition Doisneau et la musique à la Cité de la Musique de Paris), Clémentine Deroudille, Éditions Flammarion  (ISBN 978-2-0814-4584-0).
- 2019 : Paul Fuchs (photogr. Robert Doisneau), La maison Picassiette, Les amis du musée des Beaux-Arts de Chartres, 2019, 26 p. (ISBN 978-2-9568595-1-2).

### Autobiographies
- Robert Doisneau, Un certain Robert Doisneau : la très véridique histoire d’un photographe racontée par lui-même, Chêne, Paris 1986  (ISBN 978-2812305641).
- Robert Doisneau, À l’imparfait de l’objectif, souvenirs et portraits, Pierre Belfond, Paris, 1989  (ISBN 2714422705).

## Hommages

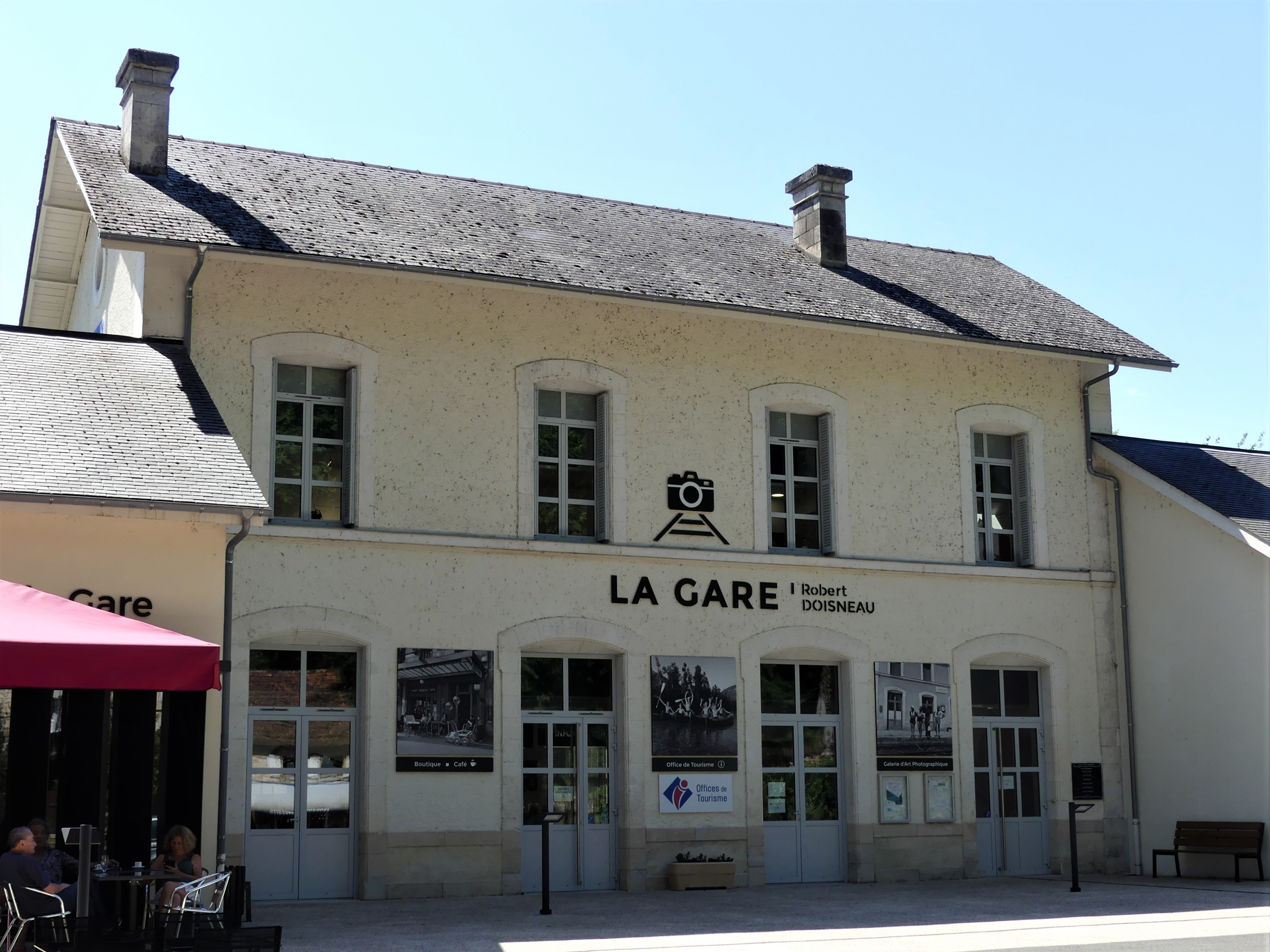
La gare Robert-Doisneau à Carlux.

- En 1988, Renaud publie dans l'album Putain de camion la chanson Rouge-gorge, portrait de Robert Doisneau et de son univers
- En avril 2018, un espace consacré à Robert Doisneau est ouvert à la gare — désaffectée — de Carlux en Dordogne, le lieu prenant le nom de « La gare Robert-Doisneau »[27]. Bénéficiant des premiers congés payés, des vacanciers avaient été photographiés par Robert Doisneau en 1936, sur un quai de cette gare[28].

- l'espace culturel Robert Doisneau à Meudon, Meudon-la-forêt (Île-de-France) Cinéma, Spectacles, Conférences et Expositions.

### À Gentilly, sa ville de naissance
En 1992, la ville de Gentilly donne  son nom au centre d'exposition de photographie, la Maison de la photographie Robert-Doisneau, au no 1 rue de la Division-du-Général-Leclerc à Gentilly, inauguré en avril 1996.
Une plaque commémorative est apposée sur la façade de l'immeuble où est né Robert Doisneau au 39, avenue Raspail.

### Établissements scolaires
- le collège Robert-Doisneau de Clichy-sous-Bois[29] ;
- le collège Robert-Doisneau de Dammarie-lès-Lys (Seine-et-Marne)[30] ;
- le collège Robert-Doisneau de Sarralbe ;
- le collège Robert Doisneau de Montrouge[31] ;
- le lycée Robert-Doisneau de Corbeil-Essonnes ;
- le lycée Robert-Doisneau de Montrouge (1994), boulevard Romain-Rolland[32] ;
- le lycée Robert-Doisneau de Vaulx-en-Velin ;
- l'école primaire Robert Doisneau de Gleizé dans le département du Rhône ;
- l'école primaire Robert-Doisneau de Tramoyes dans l'Ain ;
- l'école élémentaire Robert Doisneau de Véretz dans le département de l'Indre et Loire[33] ;
- l'école maternelle Robert-Doisneau de Caen en Normandie ;
- le groupe scolaire Robert Doisneau de Rennes en Bretagne ;
- le collège Robert-Doisneau, dans le XXe arrondissement de Paris.

### Filmographie
- Dites moi, Robert Doisneau, Sonuma, les archives audiovisuelles, 20 août 1990 - 65 min.
- Robert Doisneau le révolté du merveilleux, 2016, film documentaire de Clémentine Deroudille, 77 minutes, coproduction Arte-France Day For Night-INA, diffusé sur Arte le 23 octobre 2016.
- Paris, j'écris ton nom liberté, un téléfilm de Jean Chérasse,co-produit par l'INA et Antenne 2 (1985)